# The Third Manifesto
The Third Manifesto (1995年) は、クリス・デイトとヒュー・ダーウェンによる、関係モデルの可能性を最大限に引き出すことを通じて、オブジェクト指向プログラミング言語 (OOPL) と関係データベース管理システム (RDBMS) の間の「オブジェクトリレーショナルインピーダンスミスマッチ」を回避する、将来の関係データベース管理システムのための、提案である。
1995年にACMのSIGMOD (Special Interest Group on Management of Data) で発表され、1998年に書籍 (第1版) の形で出版された。
2007年現在は第3版の書籍が刊行されている。
現時点では日本語の訳本は出版されていない。
The Third Manifesto は、データベース管理システム (DBMS) におけるオブジェクト指向の役割について、簡潔で制限された正しい定義を説明している。
オブジェクト指向の役割を定義するに際しては、オブジェクト指向のモデリングに由来する少数の堅固な概念を強調している。
オブジェクト指向のモデリングは、関係モデルによるモデリングと直交すると位置づけている。
データベース言語 SQL について、関係モデルを正確に実装していないことを説明している。
The Third Manifesto は、デイトとダーウェンが考案したデータベース言語 Tutorial D を使って、関係モデルを説明している。
Tutorial D は、データベース言語仕様 D の実装の一つである。
D は、関係データベースのデータベース言語が満たすべき要件の集合である。
データベース言語仕様Dについては、現在は次に示す関係データベース管理システム (RDBMS) の実装が存在する。
Alphora
Dataphor社によるオープンソースのRDBMSの実装
Rel
オープンソースのRDBMSの実装で、Javaにより実装されている。
Muldis Rosetta (Muldis D)
自由でオープンソース (FOSS) のRDBMSの実装で、Perlによって実装されている。

## 文献
- Darwen, Hugh; Date, C. J. (March 1995). “The third manifesto”. ACM SIGMOD Record (New York, New York, USA: ACM Press) 24 (1):  39–49. doi:10.1145/202660.202667. ISSN 0163-5808.
- Date, C. J. (August 1998). “Preview of The Third Manifesto”. Database Programming & Design (San Francisco, California: Miller Freeman Publications) 11 (8):  67. ISSN 0895-4518. OCLC 89297479 2007年6月18日閲覧。.
- Date, C. J.; Darwen, Hugh (1998). Foundation for object/relational databases: The Third Manifesto: a detailed study of the impact of objects and type theory on the relational model of data including a comprehensive proposal for type inheritance (1st edition ed.). Reading, Massachusetts: Addison-Wesley. pp. xxi, 496. ISBN 978-0-201-30978-2. OCLC 38431501. LCCN 98-10364 LCC QA76.9.D3 D15994 1998
- Date, C. J.; Darwen, Hugh (2000). Foundation for future database systems: The Third Manifesto: a detailed study of the impact of type theory on the relational model of data, including a comprehensive model of type inheritance (2nd edition ed.). Reading, Massachusetts: Addison-Wesley Professional. pp. xxiii, 547. ISBN 978-0-201-70928-5. OCLC 43662285. LCCN 00-35527 LCC QA76.9.D3 D3683 2000
- Date, C. J.; Darwen, Hugh (2006). Databases, Types and the Relational Model: The Third Manifesto (3rd edition ed.). Reading, Massachusetts: Addison-Wesley. pp. 572. ISBN 978-0-321-39942-7. OCLC 70044091